# Przetrwała tętnica trójdzielna

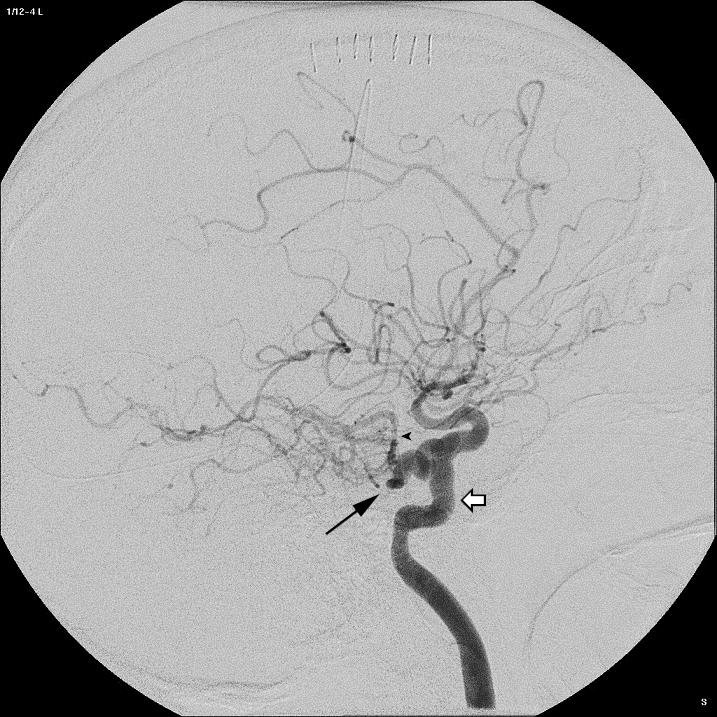
Angiografia subtrakcyjna (DSA) krążenia mózgowego, widok boczny: widać duże i kręte naczynie (czarna strzałka) odchodzące od ICA (biała strzałka) i łączące ją z tętnicą podstawną (grot strzałki); obraz odpowiada przetrwałej tętnicy trójdzielnej.

Przetrwała tętnica trójdzielna (ang. persistent primitive trigeminal artery, PTA) – rzadka anomalia naczyniowa, do której dochodzi na wczesnym etapie rozwoju. Wadę stwierdza się w 0,1-0,6% wykonywanych angiografii naczyń mózgowych, zazwyczaj jednostronnie.
W życiu płodowym, tętnica trójdzielna dochodzi do tętnicy podstawnej zanim rozwiną się tylne tętnice łączące i tętnice kręgowe. PTA odchodzi od połączenia między odcinkiem skalistym a jamistym tętnicy szyjnej wewnętrznej (ICA) i biegnie do tyłu i bocznie, w około 40% wzdłuż przebiegu nerwu trójdzielnego (stąd jej nazwa), lub ponad (przez) siodło tureckie (około 60%). W przypadku przetrwałej tętnicy trójdzielnej inne duże naczynia tętnicze zaopatrujące mózgowie: tętnice kręgowe, tylne tętnice łączące i dystalne odcinki tętnic podstawnych, mogą być hipoplastyczne.